# Turniej pretendentów 2024
Turniej pretendentów 2024 (znany również jako Turniej kandydatów 2024) – turniej szachowy organizowany przez Międzynarodową Federację Szachową (FIDE) w celu wyłonienia pretendenta do tytułu Mistrza Świata w szachach klasycznych 2024. Odbył się on między 3 kwietnia a 22 kwietnia 2024 w Toronto. Zwyciężył indyjski arcymistrz, Gukesh Dommaraju, który w wieku 17 lat został najmłodszym zwycięzcą turnieju pretendentów. 

## Zawodnicy
W turnieju pretendentów 2024 brało udział 8 zawodników.
| Metoda kwalifikacji                                                                    | Zawodnik                                               | Wiek                  | Ranking FIDE          | Miejsce na świecie    |
| Metoda kwalifikacji                                                                    | Zawodnik                                               | stan na kwiecień 2024 | stan na kwiecień 2024 | stan na kwiecień 2024 |
| -------------------------------------------------------------------------------------- | ------------------------------------------------------ | --------------------- | --------------------- | --------------------- |
| Wicemistrz świata w szachach klasycznych 2023                                          | Jan Niepomniaszczij                                    | 33                    | 2758                  | 7                     |
| Zwycięzca oraz zdobywcy drugiego i trzeciego miejsca w Pucharze Świata w szachach 2023 | Magnus Carlsen (zwycięzca, wycofał się)                | 33                    | 2830                  | 1                     |
| Zwycięzca oraz zdobywcy drugiego i trzeciego miejsca w Pucharze Świata w szachach 2023 | R Praggnanandhaa (drugie miejsce)                      | 18                    | 2747                  | 14                    |
| Zwycięzca oraz zdobywcy drugiego i trzeciego miejsca w Pucharze Świata w szachach 2023 | Fabiano Caruana (trzecie miejsce)                      | 31                    | 2803                  | 2                     |
| Zwycięzca oraz zdobywcy drugiego i trzeciego miejsca w Pucharze Świata w szachach 2023 | Nicat Abasov (czwarte miejsce, zastępstwo za Carlsena) | 28                    | 2632                  | 114                   |
| Zwycięzca i zdobywca drugiego miejsca w FIDE Grand Swiss Tournament 2023               | Vidit Gujrathi (zwycięzca)                             | 29                    | 2727                  | 25                    |
| Zwycięzca i zdobywca drugiego miejsca w FIDE Grand Swiss Tournament 2023               | Hikaru Nakamura (drugie miejsce)                       | 36                    | 2789                  | 3                     |
| Zwycięzca cyklu FIDE Circuit 2023                                                      | Gukesh Dommaraju                                       | 17                    | 2743                  | 16                    |
| Zawodnik z najwyższym rankingiem w styczniu 2024                                       | Alireza Firuzdża                                       | 20                    | 2760                  | 6                     |

### Wycofanie się Magnusa Carlsena
Pięciokrotny mistrz świata w szachach klasycznych, Magnus Carlsen, zwyciężył Puchar Świata w szachach 2023, więc zakwalifikował się do Turnieju pretendentów 2024. Odmówił jednak w nim udziału, mówiąc, że "nie sprawiłoby mu to przyjemności". Zastąpił go Nicat Abasov, który zakończył PŚ na czwartym miejscu.

## Format
Turniej pretendentów 2024 był rozgrywany systemem dwukołowym na dystansie 14 partii. Oznacza to, że każdy zawodnik rozegrał ze wszystkimi innymi zawodnikami dwie partie - jedną białymi, drugą czarnymi. Zwycięzca zakwalifikował się do mistrzostw świata w szachach klasycznych 2024, w których zmierzy się z Dingiem Lirenem.
Turniej rozgrywany był w tempie 120 minut dla zawodnika na wykonanie pierwszych 40 posunięć w partii, następnie z dodatkowymi 30 minutami na dokończenie partii. 
Dodatkowo zawodnicy od 41. ruchu zawodnicy otrzymywali po 30 sekund za każdy ruch. Zawodnicy nie mogli oferować remisów przed 40. ruchem.

### Dogrywki
W przypadku remisu na pierwszym miejscu po czternastu rundach nastąpiłaby dogrywka w następującym formacie:
- Jeśli dwójka zawodników remisowałaby na pierwszym miejscu, to przewidziane są dwie dodatkowe partie szachów szybkich, z tempem 15 minut na partię oraz bonus w postaci 10 sekund po każdym wykonanym ruchu. Jeśli od trzech do sześciu zawodników, to przewidywany jest turniej systemem kołowym, z tym samym tempem czasowym, a jeśli remis będzie pomiędzy siedmioma i ośmioma zawodnikami, to także zagrają turniej systemem kołowym, tylko z tempem 10 minut na partię oraz bonusem w postaci 5 sekund po każdym wykonanym ruchu.
- Jeśli dwójka graczy nadal remisowałaby po partiach szachów szybkich, to grałaby dwie dodatkowe partie w szachach błyskawicznych w tempie 3 minuty na partię i 2 sekundami bonifikaty za posunięcie, a jeśli remisowałoby więcej niż dwóch zawodników, to graliby turniej systemem kołowym z tym samym tempem czasowym.
- Jeśli jacyś szachiści nadal remisowaliby po partiach w szachach błyskawicznych, to graliby turniej pucharowy tym samym tempem, co w dogrywkach szachów błyskawicznych. W każdym meczu, pierwszy gracz, który wygrałby partię, wygrywał cały mecz.

W przypadku, jeśli dwóch lub więcej graczy miało taką samą ilość punktów na innych miejscach niż pierwsze, ich miejsca ustalane były przez punktację pomocniczą składającą się z (1) systemu Sonnenborna-Bergera, (2) ilości wygranych partii i (3) rezultatów partii między graczami z tą samą ilością punktów.

### Nagrody finansowe
Pula nagród turnieju pretendentów 2024 wynosiła 500 000 euro. Zwycięzca turnieju otrzymał 48 000€, zdobywca drugiego miejsca 36 000€, a zdobywca trzeciego miejsca 24 000€. Za każde zdobyte pół punktu zawodnicy otrzymali dodatkowo 3 500€.

### Harmonogram
Gracze reprezentujący te same państwa (Praggnanandhaa, V. Gujrathi i Gukesh z Indii oraz F. Caruana i H. Nakamura z USA) rozegrali między sobą partie w rundach 1-3 i 8-10.
Partie rozpoczynały się o 14:30 czasu lokalnego (20:30 czasu polskiego).
| Data             | Dzień tygodnia | Wydarzenie                      |
| ---------------- | -------------- | ------------------------------- |
| 3 kwietnia 2024  | Środa          | Ceremonia otwarcia              |
| 4 kwietnia 2024  | Czwartek       | Runda 1                         |
| 5 kwietnia 2024  | Piątek         | Runda 2                         |
| 6 kwietnia 2024  | Sobota         | Runda 3                         |
| 7 kwietnia 2024  | Niedziela      | Runda 4                         |
| 8 kwietnia 2024  | Poniedziałek   | Przerwa                         |
| 9 kwietnia 2024  | Wtorek         | Runda 5                         |
| 10 kwietnia 2024 | Środa          | Runda 6                         |
| 11 kwietnia 2024 | Czwartek       | Runda 7                         |
| 12 kwietnia 2024 | Piątek         | Przerwa                         |
| 13 kwietnia 2024 | Sobota         | Runda 8                         |
| 14 kwietnia 2024 | Niedziela      | Runda 9                         |
| 15 kwietnia 2024 | Poniedziałek   | Runda 10                        |
| 16 kwietnia 2024 | Wtorek         | Przerwa                         |
| 17 kwietnia 2024 | Środa          | Runda 11                        |
| 18 kwietnia 2024 | Czwartek       | Runda 12                        |
| 19 kwietnia 2024 | Piątek         | Przerwa                         |
| 20 kwietnia 2024 | Sobota         | Runda 13                        |
| 21 kwietnia 2024 | Niedziela      | Runda 14                        |
| 22 kwietnia 2024 | Poniedziałek   | Dogrywki i ceremonia zamknięcia |

## Wyniki

### Klasyfikacja końcowa
| Rank | Zawodnik           | Pkt      | SB    | W | Kwalifikacja           |   | GD | GD | HN | HN | JN | JN | FC | FC | RP | RP | VG | VG | AF | AF | NA | NA |
| ---- | ------------------ | -------- | ----- | - | ---------------------- | - | -- | -- | -- | -- | -- | -- | -- | -- | -- | -- | -- | -- | -- | -- | -- | -- |
| 1    | Gukesh D           | 9 / 14   | 57    | 5 | Awans do meczu o tytuł |   |    |    | ½  | ½  | ½  | ½  | ½  | ½  | ½  | 1  | ½  | 1  | 1  | 0  | 1  | 1  |
| 2    | Hikaru Nakamura    | 8.5 / 14 | 56    | 5 |                        |   | ½  | ½  |    |    | ½  | ½  | 1  | ½  | ½  | 1  | 0  | 0  | 1  | 1  | 1  | ½  |
| 3    | Jan Niepomniaszczi | 8.5 / 14 | 56    | 3 |                        | ½ | ½  | ½  | ½  |    |    | ½  | ½  | ½  | ½  | 1  | 1  | 1  | ½  | ½  | ½  |    |
| 4    | Fabiano Caruana    | 8.5 / 14 | 54    | 4 |                        | ½ | ½  | ½  | 0  | ½  | ½  |    |    | ½  | 1  | 1  | ½  | 1  | ½  | 1  | ½  |    |
| 5    | R Praggnanandhaa   | 7 / 14   | 42.5  | 3 |                        | 0 | ½  | 0  | ½  | ½  | ½  | 0  | ½  |    |    | ½  | 1  | ½  | ½  | 1  | 1  |    |
| 6    | Vidit Gujrathi     | 6 / 14   | 40.25 | 3 |                        | 0 | ½  | 1  | 1  | 0  | 0  | ½  | 0  | 0  | ½  |    |    | 1  | ½  | ½  | ½  |    |
| 7    | Alireza Firuzdża   | 5 / 14   | 32.75 | 2 |                        | 1 | 0  | 0  | 0  | ½  | 0  | ½  | 0  | ½  | ½  | ½  | 0  |    |    | 1  | ½  |    |
| 8    | Nicat Abasov       | 3.5 / 14 | 25.5  | 0 |                        | 0 | 0  | ½  | 0  | ½  | ½  | ½  | 0  | 0  | 0  | ½  | ½  | ½  | 0  |    |    |    |

Tie-breaki o pierwsze miejsce: (1) wyniki w dogrywkach o pierwsze miejsce;
Tie-breaki dla graczy nie zajmujących pierwszego miejsca: (1) wyniki w dogrywkach o pierwsze miejsce, jeśli takie istnieją; (2) Wynik Sonneborna – Bergera (SB); (3) łączna liczba zwycięstw; (4) bezpośredni wynik wśród remisujących graczy; (5) losowanie.
Uwaga: Liczby w tabeli krzyżowej na białym tle wskazują wynik gry z danym przeciwnikiem białymi figurami (czarnymi figurami, jeśli są na czarnym tle). To „nie” daje informację, który z dwóch partii rozegrano w pierwszej połowie turnieju, a który w drugiej.

### Wyniki partii
Pierwszy raz od 2013 r. w pierwszej rundzie turnieju pretendentów wszystkie partie zakończyły się remisem.
| Runda 1 – 4 kwietnia 2024  | Runda 1 – 4 kwietnia 2024 | Runda 1 – 4 kwietnia 2024 | Runda 1 – 4 kwietnia 2024                     |
| Białe                      | Wynik                     | Czarne                    | Otwarcie i kod ECO                            |
| -------------------------- | ------------------------- | ------------------------- | --------------------------------------------- |
| Fabiano Caruana            | ½–½                       | Hikaru Nakamura           | B56 Obrona sycylijska                         |
| Nicat Abasov               | ½–½                       | Jan Niepomniaszczij       | D53 Odrzucony gambit hetmański                |
| Alireza Firuzdża           | ½–½                       | R Praggnanandhaa          | C83 Partia hiszpańska, wariant otwarty        |
| Gukesh D                   | ½–½                       | Vidit Gujrathi            | D32 Obrona Tarrascha                          |
| Runda 2 – 5 kwietnia 2024  |                           |                           |                                               |
| Hikaru Nakamura            | 0 – 1                     | Vidit Gujrathi            | C65 Partia hiszpańska, obrona berlińska       |
| R Praggnanandhaa           | 0 – 1                     | Gukesh D                  | D30 Gambit hetmański                          |
| Jan Niepomniaszczij        | 1 – 0                     | Alireza Firuzdża          | C65 Partia hiszpańska, obrona berlińska       |
| Fabiano Caruana            | 1 – 0                     | Nicat Abasov              | B30 Obrona sycylijska, wariant Rossolimo      |
| Runda 3 – 6 kwietnia 2024  |                           |                           |                                               |
| Nicat Abasov               | ½–½                       | Hikaru Nakamura           | D10 Obrona słowiańska                         |
| Alireza Firuzdża           | ½–½                       | Fabiano Caruana           | B30 Obrona sycylijska, wariant Rossolimo      |
| Gukesh D                   | ½–½                       | Jan Niepomniaszczij       | E01 Partia katalońska                         |
| Vidit Gujrathi             | 0 – 1                     | R Praggnanandhaa          | C70 Partia hiszpańska                         |
| Runda 4 – 7 kwietnia 2024  |                           |                           |                                               |
| Hikaru Nakamura            | ½–½                       | R Praggnanandhaa          | C77 Partia hiszpańska                         |
| Jan Niepomniaszczij        | 1 – 0                     | Vidit Gujrathi            | C67 Partia hiszpańska, obrona berlińska       |
| Fabiano Caruana            | ½–½                       | Gukesh D                  | C50 Partia włoska                             |
| Nicat Abasov               | ½–½                       | Alireza Firuzdża          | E32 Obrona Nimzowitscha                       |
| Runda 5 – 9 kwietnia 2024  |                           |                           |                                               |
| Alireza Firuzdża           | 0 – 1                     | Hikaru Nakamura           | C54 Partia włoska                             |
| Gukesh D                   | 1 – 0                     | Nicat Abasov              | C43 Obrona rosyjska, wariant Steinitza        |
| Vidit Gujrathi             | ½–½                       | Fabiano Caruana           | B30 Obrona sycylijska, wariant Rossolimo      |
| R Praggnanandhaa           | ½–½                       | Jan Niepomniaszczij       | C42 Obrona rosyjska                           |
| Runda 6 – 10 kwietnia 2024 |                           |                           |                                               |
| Gukesh D                   | ½–½                       | Hikaru Nakamura           | B27 Obrona sycylijska, 2...g6                 |
| Vidit Gujrathi             | 1 – 0                     | Alireza Firuzdża          | B57 Obrona sycylijska                         |
| R Praggnanandhaa           | 1 – 0                     | Nicat Abasov              | D32 Obrona Tarrascha, wariant symetryczny     |
| Jan Niepomniaszczij        | ½–½                       | Fabiano Caruana           | C47 Partia szkocka, wariant czterech skoczków |
| Runda 7 – 11 kwietnia 2024 |                           |                           |                                               |
| Hikaru Nakamura            | ½–½                       | Jan Niepomniaszczij       | C42 Obrona rosyjska                           |
| Fabiano Caruana            | ½–½                       | R Praggnanandhaa          | C02 Obrona francuska, wariant zamknięty       |
| Nicat Abasov               | ½–½                       | Vidit Gujrathi            | C65 Partia hiszpańska, obrona berlińska       |
| Alireza Firuzdża           | 1 – 0                     | Gukesh D                  | A45 System londyński                          |

| Runda 8 – 13 kwietnia 2024  | Runda 8 – 13 kwietnia 2024 | Runda 8 – 13 kwietnia 2024 | Runda 8 – 13 kwietnia 2024                |
| Białe                       | Wynik                      | Czarne                     | Otwarcie i kod ECO                        |
| --------------------------- | -------------------------- | -------------------------- | ----------------------------------------- |
| Hikaru Nakamura             | 1 – 0                      | Fabiano Caruana            | C77 Partia hiszpańska, wariant Anderssena |
| Jan Niepomniaszczij         | ½–½                        | Nicat Abasov               | C01 Obrona francuska, wariant wymienny    |
| R Praggnanandhaa            | ½–½                        | Alireza Firuzdża           | B47 Obrona sycylijska, wariant Tajmanowa  |
| Vidit Gujrathi              | 0 – 1                      | Gukesh D                   | C55 Obrona dwóch skoczków                 |
| Runda 9 – 14 kwietnia 2024  |                            |                            |                                           |
| Vidit Gujrathi              | 1 – 0                      | Hikaru Nakamura            | C55 Obrona dwóch skoczków                 |
| Gukesh D                    | ½–½                        | R Praggnanandhaa           | C77 Partia hiszpańska, wariant Anderssena |
| Alireza Firuzdża            | ½–½                        | Jan Niepomniaszczij        | A06 Atak Nimzowitscha-Larsena             |
| Nicat Abasov                | ½–½                        | Fabiano Caruana            | D31 Odrzucony gambit hetmański            |
| Runda 10 – 15 kwietnia 2024 |                            |                            |                                           |
| Hikaru Nakamura             | 1 – 0                      | Nicat Abasov               | C01 Obrona francuska, wariant wymienny    |
| Fabiano Caruana             | 1 – 0                      | Alireza Firuzdża           | B90 Obrona sycylijska, wariant Najdorfa   |
| Jan Niepomniaszczij         | ½–½                        | Gukesh D                   | C70 Partia hiszpańska, wariant Cozio      |
| R Praggnanandhaa            | ½–½                        | Vidit Gujrathi             | C65 Partia hiszpańska, obrona berlińska   |
| Runda 11 – 17 kwietnia 2024 |                            |                            |                                           |
| R Praggnanandhaa            | 0 – 1                      | Hikaru Nakamura            | D02 Otwarcie pionem hetmańskim            |
| Vidit Gujrathi              | 0 – 1                      | Jan Niepomniaszczij        | C42 Obrona rosyjska, atak Paulsena        |
| Gukesh D                    | ½–½                        | Fabiano Caruana            | D37 Odrzucony gambit hetmański            |
| Alireza Firuzdża            | 1 – 0                      | Nicat Abasov               | A04 Atak Nimzowitscha-Larsena             |
| Runda 12 – 18 kwietnia 2024 |                            |                            |                                           |
| Hikaru Nakamura             | 1 – 0                      | Alireza Firuzdża           | C01 Obrona francuska, wariant wymienny    |
| Nicat Abasov                | 0 – 1                      | Gukesh D                   | E32 Obrona Nimzowitscha                   |
| Fabiano Caruana             | 1 – 0                      | Vidit Gujrathi             | C54 Partia włoska                         |
| Jan Niepomniaszczij         | ½–½                        | R Praggnanandhaa           | C01 Obrona francuska, wariant wymienny    |
| Runda 13 – 20 kwietnia 2024 |                            |                            |                                           |
| Jan Niepomniaszczij         | ½–½                        | Hikaru Nakamura            | C70 Partia hiszpańska                     |
| R Praggnanandhaa            | 0 – 1                      | Fabiano Caruana            | B30 Obrona sycylijska, wariant Rossolimo  |
| Vidit Gujrathi              | ½–½                        | Nicat Abasov               | C42 Obrona rosyjska, wariant klasyczny    |
| Gukesh D                    | 1 – 0                      | Alireza Firuzdża           | C65 Partia hiszpańska, obrona berlińska   |
| Runda 14 – 21 kwietnia 2024 |                            |                            |                                           |
| Hikaru Nakamura             | ½–½                        | Gukesh D                   | D26 Przyjęty gambit hetmański             |
| Alireza Firuzdża            | ½–½                        | Vidit Gujrathi             | C67 Partia hiszpańska, obrona berlińska   |
| Nicat Abasov                | 0 – 1                      | R Praggnanandhaa           | E67 Obrona królewsko-indyjska             |
| Fabiano Caruana             | ½–½                        | Jan Niepomniaszczij        | D35 Odrzucony gambit hetmański            |

Źródło: 